# Gaur Express
Gaur Express fue un diario español, bilingüe en euskera y castellano, con sede central en Bilbao y delegaciones en San Sebastián y Vitoria, que se publicó durante siete meses durante 1989. Su primer número salió a la calle el 9 de abril de dicho año y publicó un total de 208 números.
Estaba editado por Erantzuna S.A., y dirigido por Xabier Zabaleta. Se consideraba próximo a Eusko Alkartasuna y tenía difusión en el País Vasco y Navarra. Se imprimía en las imprentas de Diario de Noticias de Navarra, con quien compartía las secciones de nacional e internacional. Ante su escasa aceptación, se decidió retirarlo de la circulación.